# آلکساندر هی

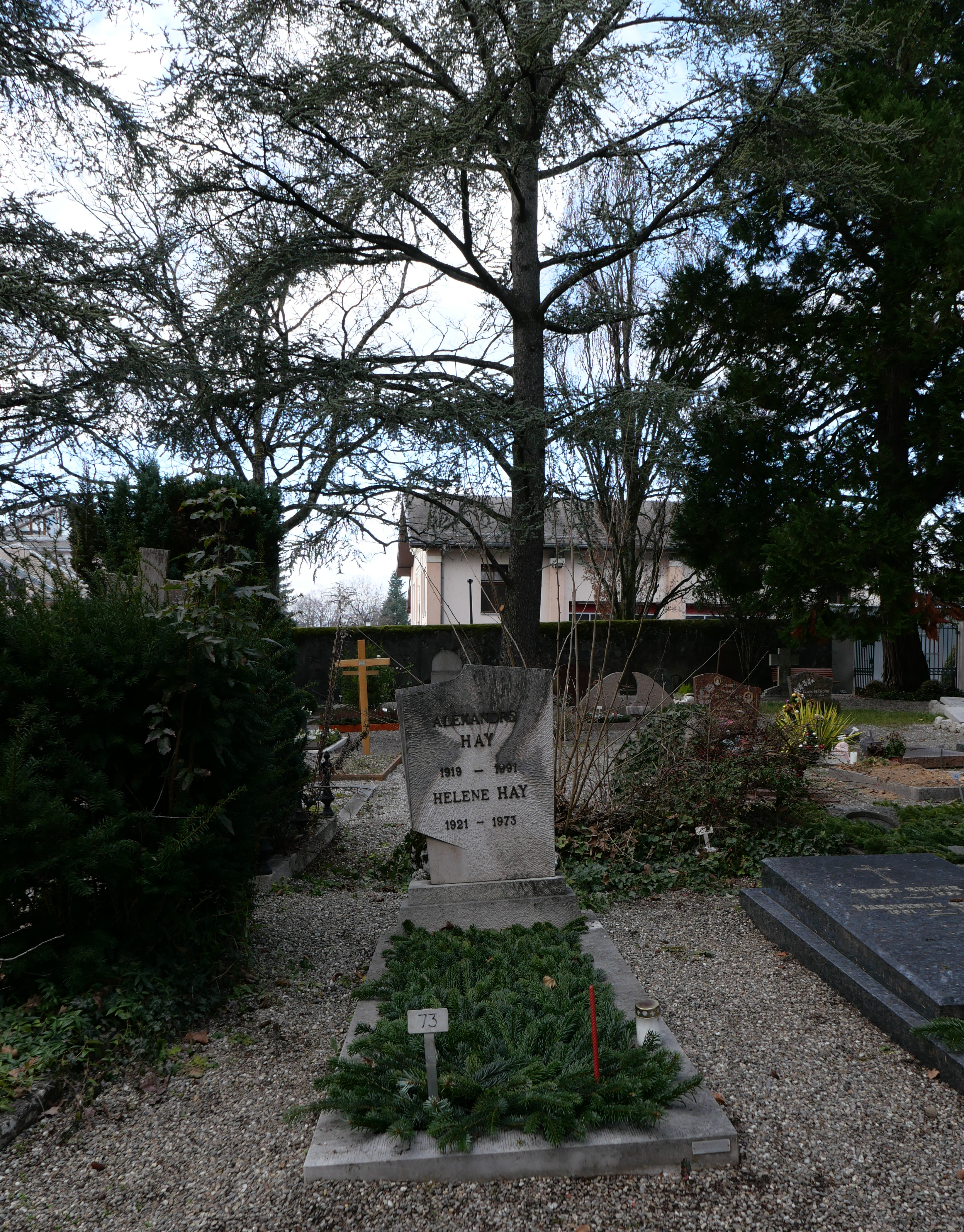
قبر هی و همسرش هلن (۱۹۲۱–۱۹۷۳) در گورستان

آلکساندر هی (انگلیسی: Alexandre Hay; ۲۹ اکتبر ۱۹۱۹ – ۲۳ اوت ۱۹۹۱) وکیل و دیپلمات اهل سوئیس بود. به عنوان یک حقوقدان سوئیسی، از سال ۱۹۶۶ تا ۱۹۷۶ معاون رئیس هیئت بانک ملی سوئیس بود. بعدها، از سال ۱۹۷۶ تا ۱۹۸۷، رئیس کمیته بین‌المللی صلیب سرخ (ICRC) بود.

## زندگی‌نامه
هی در ۲۹ اکتبر ۱۹۱۹ در خانه فردریک هی و لیدیا تراشسلر در برن متولد شد. اکثر جوانان سوئیسی در فضای سیاسی پیش از جنگ دوم جهانی و تنش‌های آن در ژنو درگیر بودند. هی در دانشکده ژنو حقوق خواند و در سال ۱۹۴۴ در آزمون کانون وکلای ژنو شرکت کرد. از ۱۹۴۲ تا ۱۹۴۵ وی به عنوان وکیل در ژنو کار کرد.
هی در سال ۱۹۴۵ با هلن مورین در فرانسه ازدواج کرد. آنها دو پسر و دو دختر داشتند. پس از مرگ همسرش در سال ۱۹۷۳، هی در سال ۱۹۸۰ در ازدواج مجدد با ونه وگلر ازدواج کرد

## مناصب
هی در سال ۱۹۴۵ برای خدمات کنسولی در وزارت امور خارجه فدرال سوئیس به پاریس رفت. یک سال بعد در سمت کنسول منصوب شد. سپس در سال ۱۹۴۸ به لندن رفت و به قائم مقام دوم سفارت ارتقا یافت و به عنوان مسئول منافع اقتصادی و مالی سوئیس در فرانسه شد.
در سال ۱۹۵۲ عضو اجرایی اتحادیه پرداختهای اروپا شد. یک سال بعد ریاست بخش زوریخ بانک ملی سوئیس را عهده دارشد. از سال ۱۹۵۵ تا ۱۹۶۶ مدیر و دستیار مدیر بخش دوم بانک برن بود. از سال ۱۹۶۶ تا ۱۹۷۶ معاون رئیس و مدیر کل هیئت اجرایی بانک برن بود.
هی در سال ۱۹۷۵ عضو کمیته بین‌المللی صلیب سرخ شد (ICRC). یک سال بعد، در ۱ ژوئیه سال ۱۹۷۶، او کنترل ریاست کمیته بین‌المللی صلیب سرخ را با کنار گذاشتن اریک مارتین به دست آورد؛ و تا پایان سال تا قبل از این که رسماً به عنوان رئیس کمیته بین‌المللی صلیب سرخ انتخاب شود، با راجر گرولپین، ریاست مشترک کمیته بین‌المللی صلیب سرخ را پیش بردند.
طی یازده سال ریاست او در کمیته، بودجه صلیب از ۵۰ میلیون به ۲۵۰ میلیون فرانک افزایش یافت و تعداد کارکنان و نمایندگان آن سه برابر شد. این امر تا حدی ناشی از افزایش مداوم تعداد و مدت درگیری‌های مسلحانه بود.
در طول دوران تصدی هی، ۲۵۰ هزار پناهنده توسط دولت تایلند از کامبوج عبور کردند. دولت‌ها به‌طور مرتب تعهدات خود را تحت کنوانسیون ژنو و دیگران نادیده می‌گرفتند. از سال ۱۹۸۰ تا سال ۱۹۸۸، به‌کارگیری سلاح‌های شیمیایی در جنگ‌های ایران و عراق عملاً کنوانسیون ژنو را نقض کردند. هی بارها و بارها علیه این تخلف اعتراض کرد اما نتیجه قابل توجهی نداشت.
هی به ویژه در رابطه با ایجاد روابط خوب بین ICRC و جوامع مختلف صلیب سرخ و هلال احمر در سراسر جهان تلاش کرد.
جانشین او کورنلیو سوماروگا در سال ۱۹۸۷ شد، اما هی تا سال ۱۹۸۹ عضو ICRC باقی ماند.